# Forêt pontique
La forêt pontique  est une formation végétale spécifique présente à l'Ouest et au Sud de la mer Caspienne, sur le littoral caspien de l'Azerbaïdjan et de l'Iran, mais surtout sur les rives Sud-Est de la mer Noire (le Pont-Euxin de l'Antiquité, d'où elle tire son nom), zone qui correspond principalement au Pays du Pont en Turquie et à la Colchide, en Géorgie. C'est pourquoi l'écorégion terrestre correspondant à ce milieu est définie sous le nom « forêts de feuillus du Pont-Euxin et de la Colchide » n° PA 0422, faisant partie des forêts de conifères et décidues d'Anatolie septentrionale.

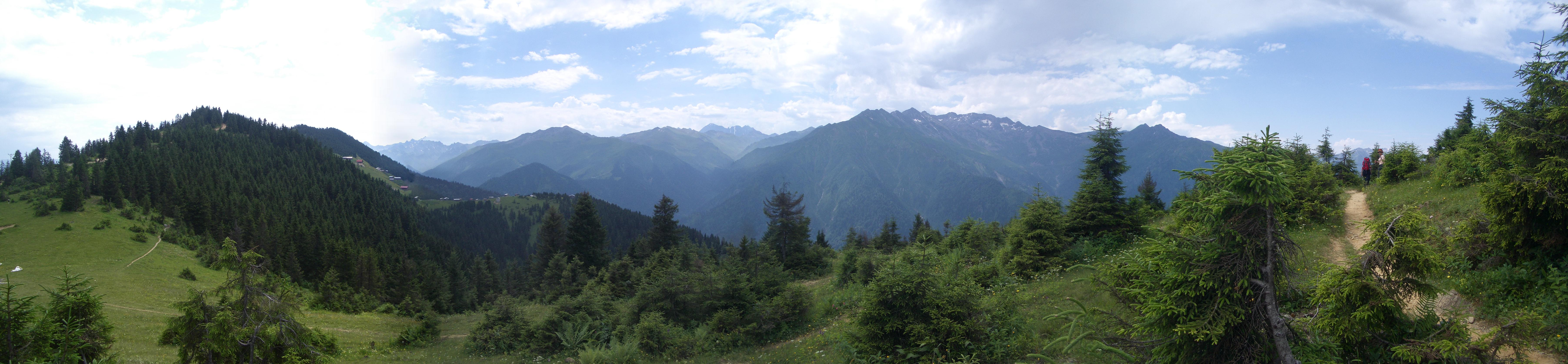
Panorama de la forêt pontique vers 2000 m d'altitude.

## Spécificité
L'écorégion des « forêts pontiques » n° PA 0422 est inféodée au climat pontique, une variante du climat tempéré à dominante « Cfa » subtropicale humide, marquée par des hivers adoucis (même s'il arrive que la neige y tombe parfois) et des étés chauds et humides. Les précipitations y sont particulièrement abondantes entre la fin de l'été et la fin de l'hiver, et moindres (quoique toujours fortes) le reste de l'année.

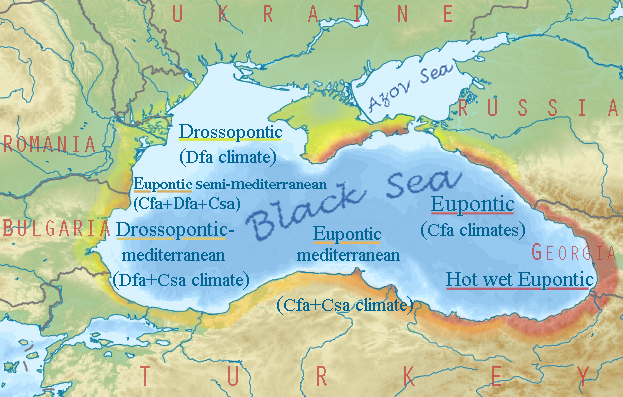
En tons chauds, le climat pontique autour de la Mer Noire.

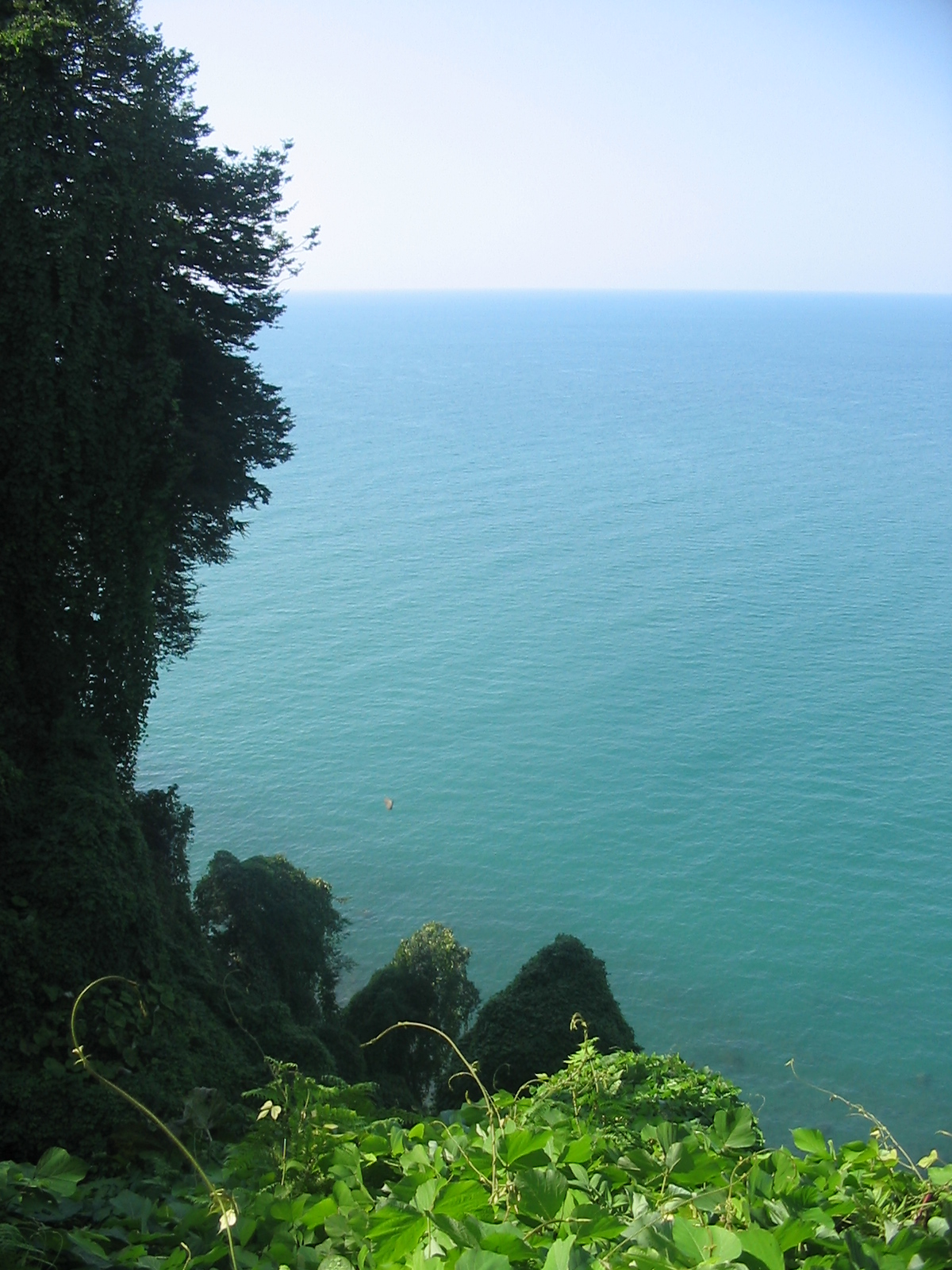
Le Jardin Botanique de Batoumi, en Géorgie, présente des espèces de l'écorégion des « forêts pontiques ».

## Répartition et variantes
La forêt pontique présente une grande diversité de formations végétales en fonction de la topographie, des adrets et des ubacs, des altitudes et de la géomorphologie des régions montagneuses où elle s'étend, ainsi que par l'exposition aux vents chauds et chargés d'humidité venus de la mer Noire ou de la mer Caspienne venant frapper les ubacs du massif pontique ou de la chaîne de l'Elbourz.
Dans la partie occidentale de la côte turque de la mer Noire (Thrace, Bithynie, Paphlagonie, Pont occidental) où le climat pontique subit des influences méditerranéennes, la végétation est dominée par le chêne et le charme accompagnés d'arbousiers, de paliures, de bruyères arborescentes, de cistes, de filaires et de myrtes. Apporté, ici comme ailleurs, par les Grecs, l'olivier pousse bien dans ces régions et jusqu'à Trébizonde, point le plus oriental de l'influence méditerranéenne sur le littoral pontique. En moyenne altitude, dans les montagnes de ces régions, on trouve des sapins et des pins noirs.
Les hautes vallées, humides grâce aux brouillards marins, abritent des micro-climats chauds comme dans la vallée d'Of : elles sont propices aux herbacées de la famille des cannes, aux saules, frênes et noisetiers (Corylus colurna ou avellana).
L'ubac de la chaîne pontique, surplombant la mer Noire, doux et humide, voit prospérer le châtaignier européen, les fougères (Fougère aigle, Ptéris de Crète), les buis (Buxus sempervirens) et surtout les rhododendrons (rhododendron pontique, luteum, caucasien, de Smirnow ou d'Ungern), plantes pontiques par excellence. On y trouve aussi des aulnes, des chênes et jadis des ormes (aujourd'hui disparus). Partout présents jusqu'à 2 600 m d'altitude, les rhododendrons, espèces emblématiques de cette écorégion, prospèrent sur la côte sud-est de la mer Noire, depuis les formes naines (azalées) jusqu'à plusieurs mètres de hauteur. La croissance du rhododendron pontique est si rapide que, lorsqu'un arbre est abattu, il est aussitôt remplacé par des bosquets de ce même végétal.
Le nectar des fleurs de cette plante, légèrement toxique, donne à certains miels produits dans la région des propriétés hallucinogènes (le deli bal, « miel fou » en turc) dont auraient notamment eu à souffrir les soldats de Xénophon qui traversèrent la région du Pont au IVe siècle av. J.-C.. Autre fleur emblématique du climat pontique, le colchique tire son nom de la Colchide, province géorgienne. La variété autochtone de gentiane (gentiana pontica) se distingue par sa couleur d'un bleu profond. On trouve aussi au plus près de la mer de nombreux figuiers (Ficus carica) et lauriers-cerises (Laurocerasus officinalis).
Au-delà de 400 m d'altitude environ apparaissent, mêlés à l'aulnaie, les Hêtres (Fagus orientalis), parfois gigantesques, des érables, puis des épicéas jusqu'à 2 200 m. environ. Au-delà de 1 900 m d'altitude on rencontre des prairies alpines, encore parsemées de rhododendrons.
Au sud, l'adret de la chaîne pontique, au contact de la Cappadoce, connaît un climat plus rude, marqué par la sécheresse, certes relative en comparaison du plateau anatolien, et qui permet, en montagne et le long des cours d'eau, la présence des pins sylvestres et des sapins, mais pas celle des rhododendrons. C'est la limite sud de l'écorégion. La morphologie de la chaîne pontique offre néanmoins quelques possibilités de développement sur son versant sud à une flore méditerranéenne à la faveur de vallées situées à ses deux extrémités est et ouest.

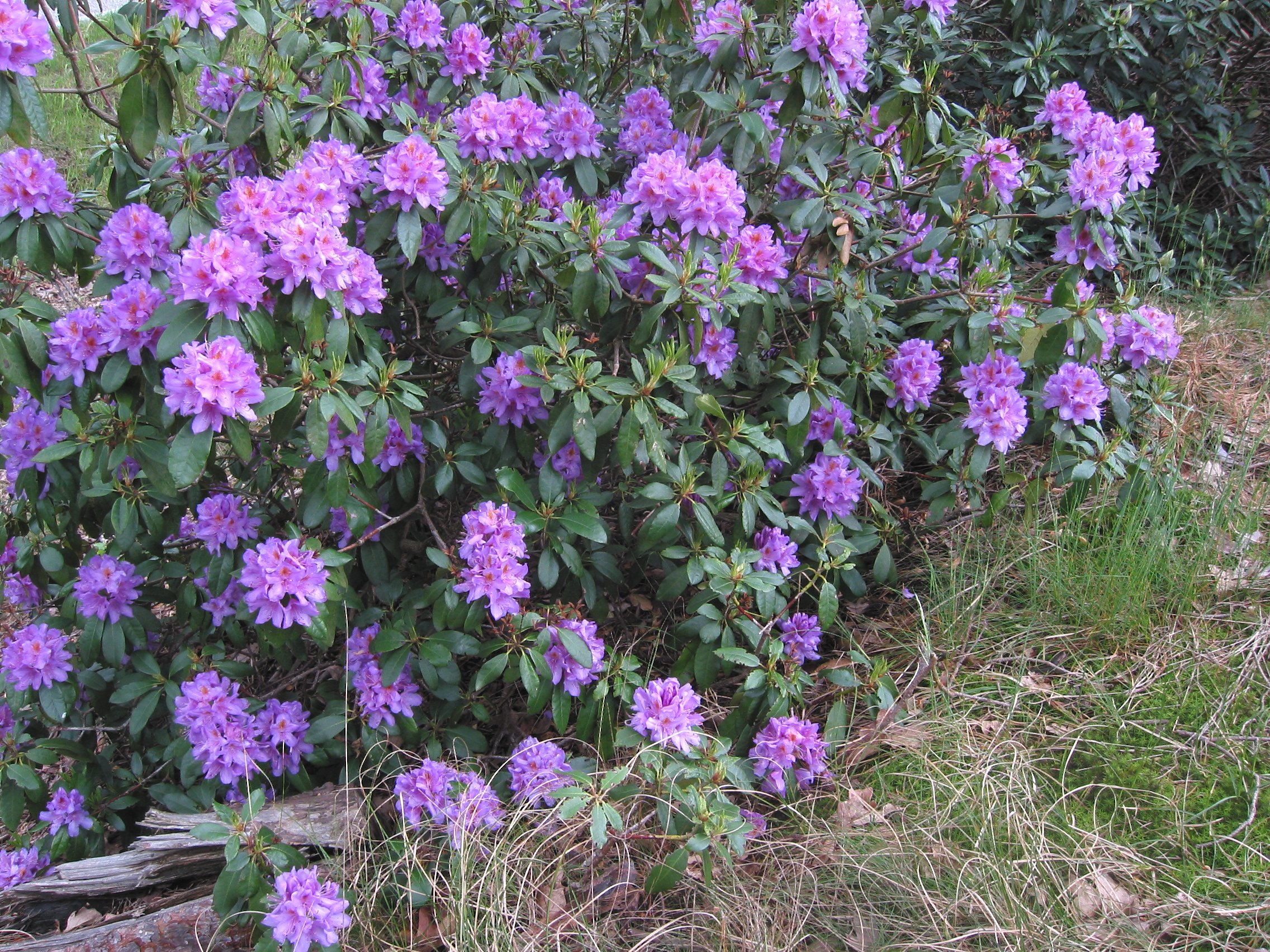
Un rhododendron pontique, végétal emblématique de la forêt pontique.

La forêt pontique, en comparaison avec le reste de l'espace proche-oriental, possède une forte productivité végétale et c'est pourquoi dès les VIIIe et VIIe siècles av. J.-C. cette écorégion a été densément colonisée par les Grecs antiques, devenant la « réserve de bois » de la marine grecque. Mais dès avant les Grecs, le bois de la région a été au cœur de la vie des premiers peuples autochtones attestés, constructeurs de forteresses en bois et de grands navires pour les flottes perse, pontique et plus tard romaine (tradition de charpenterie navale qui perdure jusqu'à nos jours pour la production de caïques). Cette abondance forestière a tant impressionné les anciens grecs qu'ils nommèrent la forêt pontique Amarante, soit, littéralement, « qui ne peut se corrompre » et la jugèrent semblable à une mer d'arbres, expression reprise de nos jours par les Turcs pour désigner la même formation végétale (Ağaç Deniz : la « mer de chênes »).